# Mit 17 weint man nicht
Mit 17 weint man nicht ist ein deutsches Filmdrama des Regisseurs Alfred Vohrer. Der von der West-Berliner Ultra-Film produzierte Schwarzweißfilm wurde 1960 in Hamburg und Oberammergau gedreht. Die Uraufführung fand am 7. April 1960 in den Weltspielen in Hannover statt. In Österreich lief der Film auch unter dem Verleihtitel Tagebuch einer Verführten.

## Inhalt
Der 18-jährige Schüler Horst Döring ist mit der 17-jährigen Laborgehilfin Karin verheiratet. Die Eltern ahnen nicht, dass die Ehe auf Basis einer Lüge geschlossen wurde. Sie gaben ihre Einwilligung zur Heirat unter dem Vorwand einer vorgetäuschten Schwangerschaft. Horst wird von seinen Klassenkameraden immer wieder als „Flitterwöchner“ verspottet. Lediglich sein Freund Georg, der aufgrund einer Kinderlähmung auf einen Rollstuhl angewiesen ist, hält zu ihm. Nachdem Horst sogar von seinem Mathematikprofessor mit zynischen Anmerkungen gekränkt wurde, schmeißt er kurz vor dem Abitur die Schule hin.
Als Dr. Wegener, Horsts Stiefvater sowie Chef und Syndikus einer Textilfabrik, von diesem Schritt erfährt, sperrt er seinem Stiefsohn das Taschengeld. Statt sich aber nach einer Verdienstmöglichkeit umzusehen, holt Horst von seinem ersparten Geld erst einmal die Hochzeitsreise mit seiner Frau in den bayerischen Bergen nach.
Nach der Rückkehr ist Karin immer mehr von dem reifen und überlegenen Dr. Wegener imponiert. Es kommt sogar zu einer Affäre zwischen den beiden, die allerdings nicht unbemerkt bleibt. Als Horst davon erfährt, ist er fest entschlossen, seinen Stiefvater zu erschießen. Sein Freund Georg kommt ihm jedoch zuvor und Wegener wird verletzt. Als Horsts gelähmter Freund verurteilt werden soll, steht ihm Dr. Wegener als Verteidiger zur Seite. Dieser sieht ein, dass auch er den Lauf der Dinge rechtzeitig in vernünftige Bahnen hätte lenken müssen, und bekennt sich als Mitschuldiger.

## Entstehungsgeschichte

### Vorgeschichte
Alfred Vohrer, in den 1950er Jahren ein vielbeschäftigter Synchronregisseur, hatte 1958 und 1959 bereits drei eigene Filme inszeniert. Bei diesen Werken handelte es sich allesamt um seinerzeit populäre Halbstarken- und Jugendproblemfilme. Vohrers dritter Film, Verbrechen nach Schulschluß (1959), überzeugte sowohl Publikum als auch Kritiker und gilt als künstlerischer und kommerzieller Durchbruch des Regisseurs. So plante die Ultra-Film, auch im Folgejahr einen Jugendproblemfilm unter Vohrers Regie herzustellen.

### Vorproduktion und Drehbuch
Als Vorlage für den Film Mit 17 weint man nicht diente der gleichnamige, in der Zeitschrift Frau im Spiegel veröffentlichte Roman von Heinz Gärtner. Das Drehbuch schrieben Janne Furch und Joachim Wedekind.
Man stellte eine attraktive Besetzungsliste aus jugendlichen und bereits etablierten Schauspielern zusammen. Die Hauptdarstellerin Barbara Frey hatte ihre Karriere 1958 in dem Halbstarken-Drama Endstation Liebe begonnen. Matthias Fuchs war dem Publikum vor allem seit seiner Rolle als Ethelbert in den Immenhof-Filmen bekannt. Weitere Nachwuchsdarsteller, die bereits Filmerfahrung hatten, waren Michael Verhoeven, Ann Smyrner, Claus Wilcke und Georg Kostya. Der damals 19-jährige Jochen Busse stand hingegen ganz zu Beginn seiner Karriere und war hier in einer seiner ersten Filmrollen zu sehen. Auf der Seite der Erwachsenen sind insbesondere die Darsteller Heinz Drache und Gisela Uhlen zu erwähnen. Mit ihnen arbeitete Regisseur Alfred Vohrer später unter anderem noch bei mehreren Edgar-Wallace-Filmen zusammen. Der in einigen Besetzungslisten genannte Schauspieler Jochen Brockmann kommt im Film nicht vor.

### Produktion
Die Dreharbeiten fanden vom 18. Januar bis Anfang März 1960 in Hamburg und Oberammergau statt. Die Innenaufnahmen drehte man in den Studios der Real-Film in Hamburg-Tonndorf. Für das Szenenbild waren Mathias Matthies und Ellen Schmidt verantwortlich. Tontechniker war Werner Schlagge.

### Filmmusik
Die Filmmusik stammt aus der Feder von Ernst Simon, der mit Vohrer bereits bei dem Film Verbrechen nach Schulschluß zusammenarbeitete. Die Trompetensoli wurden von Horst Fischer eingespielt. In dem Filmprogrammheft Illustrierte Film-Bühne ist außerdem das von Rex Gildo gesungene Lied Mit 17 weint man nicht (Musik: Ernst Simon, Text: Michael Moll) genannt. Die im Fernsehen ausgestrahlte Fassung des Films enthält jedoch weder einen Vorspann noch eine Gesangsnummer. Daher ist derzeit nicht bekannt, ob Gildo in der ungekürzten Filmversion selbst auftritt oder der Schlager lediglich während des Vorspanns zu hören ist. Das Stück ist bisher auf keinem Tonträger erschienen.

## Rezeption

### Veröffentlichung
Die FSK gab den Film am 4. April 1960 in einer um fünf Minuten gekürzten Fassung ab 16 Jahren frei. Am 7. April erfolgte die Uraufführung in den Weltspielen in Hannover. In Österreich lief der Film unter dem Verleihtitel Tagebuch einer Verführten in seiner ursprünglichen Länge. Dass der Film insbesondere in den kirchlichen Filmkritiken wenig wohlwollende Worte hervorrief, konnte seinem Erfolg an der Kinokasse wenig anhaben. Auch in seinem vierten Film lieferte Alfred Vohrer einen Beweis für sein Talent, eine dramatische Geschichte mit schnellen Kameraschwenks und Zooms effektvoll auf die Leinwand zu bringen. Die zunehmende Abkehr der Jugendlichen von den Erwachsenen, wie sie beispielsweise Georg Tressler 1958 in seinem Film Endstation Liebe thematisiert hatte, wurde wenige Jahre später in Filmen wie Mit 17 weint man nicht noch drastischer in Szene gesetzt.
Der Film wurde später in einer gekürzten Fassung mehrmals im Fernsehen ausgestrahlt. Eine weitere Veröffentlichung fand bisher nicht statt.

### Kritiken
„Bis auf geringe Ungereimtheiten Unreife und Frühehe tiefergehend behandelnd; […] Geschliffener Dialog, abwechslungsreiche Regie, elegante Interieurs, untermalende Musik, saubere Technik.“

„Wenn echte Probleme derart verbogen und Generationen auf diese Weise gegeneinander ausgespielt werden, ist es um die psychologische Beweisführung geschehen. Hier half man sich mit der – Bibel. Während der pathetischen Predigt des sich selbst schuldig sprechenden Schwiegervaters im Gerichtssaal – ein auch im Zuschauerraum tränenreiches Finale – ging sozusagen blitzartig der sittliche Reifeprozeß auf den Gesichtern aller Beteiligten vor sich.“

„Der 18-jährige Stiefsohn eines Hamburger Fabrikanten und eine 17-jährige Apothekenangestellte haben eine Schwangerschaft vorgetäuscht, um heiraten zu können. Bald bricht der Schwiegervater mit der jungen Frau die Ehe. Von da an geht es in der billigen und miserabel inszenierten Kolportagegeschichte nach dem Motto ‚jeder gegen jeden‘.“

„Der spätere Edgar-Wallace- und Simmel-Verfilmer Alfred Vohrer mußte sich zu Recht den Vorwurf gefallen lassen, daß seine Story ‚bis zur Unanständigkeit verlogen‘ ist.“